# Municipio de Ashland (Míchigan)
El municipio de Ashland (en inglés: Ashland Township) es un municipio ubicado en el condado de Newaygo en el estado estadounidense de Míchigan. En el año 2010 tenía una población de 2773 habitantes y una densidad poblacional de 30,29 personas por km².

## Geografía
El municipio de Ashland se encuentra ubicado en las coordenadas 43°20′14″N 85°51′24″O / 43.33722, -85.85667. Según la Oficina del Censo de los Estados Unidos, el municipio tiene una superficie total de 91.55 km², de la cual 89,14 km² corresponden a tierra firme y (2,63 %) 2,41 km² es agua.

## Demografía
Según el censo de 2010, había 2773 personas residiendo en el municipio de Ashland. La densidad de población era de 30,29 hab./km². De los 2773 habitantes, el municipio de Ashland estaba compuesto por el 92,32 % blancos, el 0,14 % eran afroamericanos, el 0,65 % eran amerindios, el 0,32 % eran asiáticos, el 4,76 % eran de otras razas y el 1,8 % eran de una mezcla de razas. Del total de la población el 12,33 % eran hispanos o latinos de cualquier raza.